# Янушувка (Ленчинський повіт)
Янушувка (пол. Januszówka) — село в Польщі, у гміні Спічин Ленчинського повіту Люблінського воєводства.
Населення — 158 осіб (2011).
У 1975-1998 роках село належало до Люблінського воєводства.

## Демографія
Демографічна структура станом на 31 березня 2011 року:
|          | Загалом | Допрацездатний вік | Працездатний вік | Постпрацездатний вік |
| -------- | ------- | ------------------ | ---------------- | -------------------- |
| Чоловіки | 78      | 19                 | 54               | 5                    |
| Жінки    | 80      | 10                 | 47               | 23                   |
| Разом    | 158     | 29                 | 101              | 28                   |